# پرستواقیانوسی خاکستری
پرستواقیانوسی خاکستری (نام علمی: Procelsterna albivitta) نام یک گونه از تیره کاکاییان است.